# NGC 2188
NGC 2188 في الفهرس العام الجديد، هي مجرة، تقع في كوكبة الحمامة. اكتشفت في 9 يناير 1836 بواسطة جون هيرشل.

## روابط خارجية
- NGC 2188 على موقع ويكي سكاي: DSS2, SDSS, GALEX, IRAS, Hydrogen α, X-Ray, Astrophoto, Sky Map, Articles and images